# Tindàreu
Segons la mitologia grega, Tindàreu (en grec Τυνδάρεως, en llatí Tyndăreus), també conegut com a Tíndar, va ser un rei d'Esparta. Les tradicions no estan d'acord amb la seva genealogia. De vegades és fill d'Èbal i de la nimfa Bàcia, o de Gorgòfone, una de les filles de Perseu. Altres vegades el pare és Perieres, de Messènia, o Cinortas, considerat normalment el pare de Perieres. Les dues darreres tradicions diuen que la seva mare és Gorgòfone. Com a germans o germanastres (segons quina tradició sigui) té Icari, Afareu i Leucip, als que s'afegeix de vegades una germana, Arene.
Quan va morir Èbal, Hipocoont va expulsar els seus germans i va proclamar-se rei d'Esparta. Icari i Tindàreu van fugir a la cort de Testi, a Etòlia. Allà Tindàreu es va casar amb Leda, la filla del rei. Més endavant, quan Hèracles va derrotar Hipocoont i els seus fills, tornà a ocupar el tron d'Esparta. Una altra versió explica que Hipocoont i Icari van posar-se d'acord per expulsar Tindàreu, que es va refugiar a Pel·lene, a Acaia, o a la cort del seu germanastre Afareu, a Messènia.

## Fills de Tindàreu
De la unió de Tindàreu amb Leda van néixer els Dioscurs, Helena i Clitemnestra. S'explica que Leda, un dia, mentre passejava a la vora d'un llac, va ser seduïda per Zeus, que s'hi acostà disfressat de cigne. Aquella mateixa nit, Leda s'allità amb el seu marit. De resultes, Leda pongué dos ous. D'un nasqueren Càstor i Pòl·lux i de l'altre, Helena i Clitemnestra. Pòl·lux i Helena eren fills de Zeus, mentre que Càstor i Clitemnestra ho eren de Tindàreu. Temps més tard, Leda i Tindàreu tingueren més fills: Timandra, Febe i Filònoe.
Tindàreu també tingué un paper en la llegenda dels Atrides. A la mort d'Atreu, els seus fills Menelau i Agamèmnon van ser enviats per la seva mainadera a la cort del rei de Sició, Polifides. El rei els va confiar a Eneu, rei de Calidó. Quan Tindàreu va tornar de Calidó a Esparta es va emportar aquests nens i els educà a casa seva com a fills propis. Allà els dos joves van conèixer Helena i Clitemnestra.

## Renúncia al regne
Quan els seus fills Càstor i Pòl·lux van ser divinitzats, Tindàreu va cridar el seu gendre Menelau i li va cedir la corona d'Esparta. Tindàreu encara era viu quan es va produir el rapte d'Helena, i durant la guerra de Troia va casar la seva neta Hermíone amb Orestes. De vegades es deia que havia sobreviscut a Agamèmnon i que havia estat l'acusador d'Orestes a l'Areòpag.
Es desconeixen els detalls de la seva mort, però Tindàreu figura entre les persones ressuscitades per Asclepi. A Esparta se li donaven honors d'heroi.